# 布尔黑德城
布尔黑德城（英語：Bullhead City），是美国亚利桑那州莫哈维县下属的一座城市。面积约为60.18平方英里（约合155.9平方公里）。根据2010年美国人口普查，该市有人口39,540人，人口密度为665.9/平方英里。在建制上，该市属于“City”。